# Przeboje Trampów
Przeboje Trampów – seria wydawnicza kaset magnetofonowych wydana przez Kompanię Muzyczną Pomaton. Seria miała na celu prezentację szeroko rozumianego tematu piosenki turystycznej. Publikowano składanki jak również wydawnictwa poświęcone konkretnym artystom. Łącznie w latach 90. XX wieku zostało wydanych siedem kaset oraz śpiewnik.

## Wykonawcy tworzący projekt
- Adam Drąg
- Alicja Ciebielska
- Andrzej Koczewski
- Andrzej Wierzbicki
- Apogeum
- BABA
- B-Complex
- Bez Jacka
- Bogdan Rynkowski
- Bombel
- Do Góry Dnem
- EFEMERYDY
- Jan Błyszczak
- Jan Sobolewski
- Karol Płudowski
- Kwartet im. Kasi Kiestrzyń
- Mariusz Zadura
- Mikroklimat
- Ola Kiełb-Szawuła
- Paweł Gałecki
- Paweł Orkisz
- Piotr Bakal
- Rynek Łazarski
- Ryszard Krasowski
- SETA
- Stanisław Wawrykiewicz
- Tomasz Olszewski
- Tomasz Opoka
- Toruń
- Zbigniew Bogdański

## Wydawnictwa muzyczne
- Karczma dla samotnych (1992)
- Los włóczęgi (1993)
- Adam Drąg – Połoniny niebieskie (1994)
- Bez Jacka – Zamazany cały świat (1994)[1]
- BABA i B-complex – Maleńka Moja (1994)
- Na kolejowym szlaku
- Mikroklimat – Za potarganym zbożem (1995)[2]
- Przeboje Trampów: śpiewnik (1996)[3]